# Lasianthus submembranifolius
Lasianthus submembranifolius är en måreväxtart som beskrevs av Adolph Daniel Edward Elmer. Lasianthus submembranifolius ingår i släktet Lasianthus och familjen måreväxter. Inga underarter finns listade i Catalogue of Life.